# كوتاغ غروف (تينيسي)
كوتاغ غروف (بالإنجليزية: Cottage Grove, Tennessee)‏ هي بلدة تقع بولاية تينيسي في الولايات المتحدة. تبلغ مساحتها 0.5 (كم²)، وترتفع عن سطح البحر 175 م، بلغ عدد سكانها 88 نسمة في عام 2010 حسب إحصاء مكتب تعداد الولايات المتحدة .

## جغرافيا
تقع كوتاغ غروف عند 36°22′43″N 88°28′49″W (36.378609, -88.480293).
وفقًا لمكتب الإحصاء الأمريكي، تبلغ مساحة البلدة الإجمالية 0.2 ميل مربع (0.52 كيلومتر مربع)، وجميعها أراضٍ.

## وصلات خارجية
- The US50 - Cities and Towns in Tennessee State
- Tennessee Cities and Towns, Facts, Map, Flag, Colleges, Government, and More